# Комическое

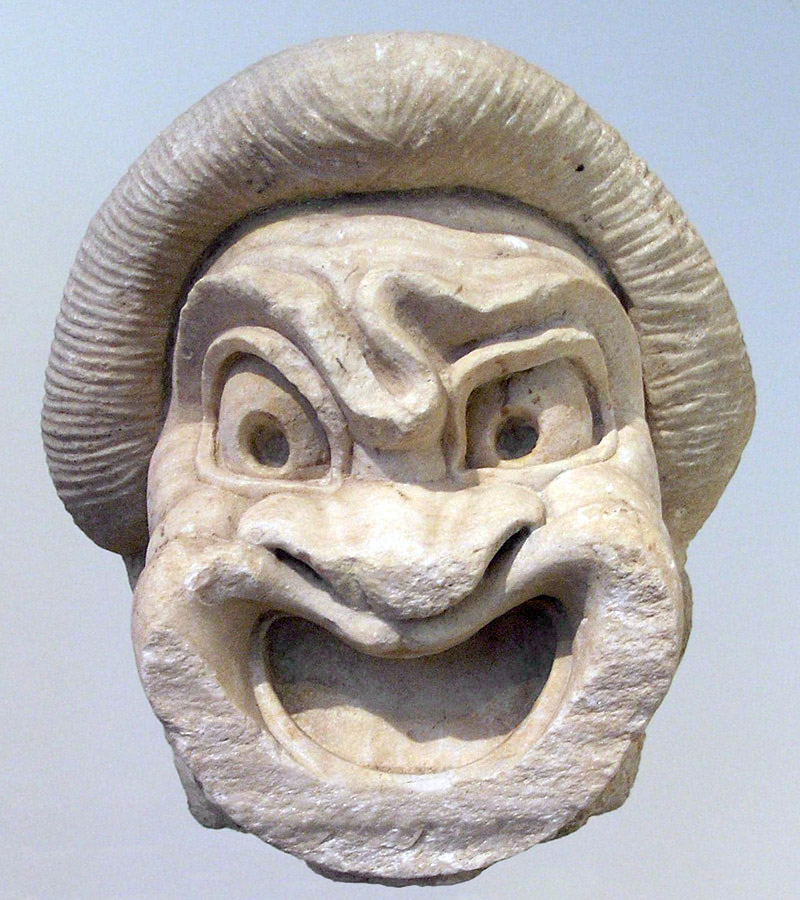
Театральная комедийная маска, II в. до н. э., Афины

Коми́ческое (от др.-греч. κωμῳδία, лат. comoedia) — философская категория, обозначающая культурно оформленное, социально и эстетически значимое смешное. В эстетике комическое считается логическим коррелятом трагического.
Хотя традиционно категория комического употребляется в эстетике по отношению к искусству, её смысл гораздо шире. Она может применяться как общефилософская категория по отношению к социальным процессам, истории, жизни в целом.

## История изучения
Проблему комического подробно рассматривали Аристотель, Жан-Поль, А. Шопенгауэр, А. Бергсон, З. Фрейд, а в отечественной философии и эстетике — В. Г. Белинский, М. М. Бахтин, В. Я. Пропп, Ю. Б. Борев, А. В. Дмитриев, А. А. Сычев и др.

## Виды комического
К проявлениям (видам) комического традиционно относят сатиру, юмор, иронию, сарказм, гротеск и т. д. Комическое может проявляться в большинстве видов и жанров искусства, но более всего оно характерно для жанров комедии, буффонады, мима, капустника, фарса, скетча, кинокомедии, фельетона, эпиграммы, пародии, частушки, карикатуры, шаржа. Комическое может выражаться в форме анекдота, шутки, каламбура, а также возникать неосознанно — в оговорках, описках, различных комических недоразумениях и ошибках.

## Комическое и смешное
Никогда не бойтесь смешного, и если видите человека в смешном положении: 1) постарайтесь его из него извлечь, если же невозможно — 2) прыгайте в него к человеку, как в воду, вдвоем глупое положение делится пополам: по половинке на каждого — или же на худой конец — не видьте смешного в смешном! <...> Не отзывайтесь при других иронически о близком (хотя бы даже о любимом животном!); другие уйдут — свой останется.
В философии и эстетике распространено мнение, согласно которому комическое отличается от элементарно-смешного своей социально-критической направленностью. Смешным может быть всякий контраст цели и средства, намерения и результата. В частности, эстетик Ю. Б. Борев утверждает: «Смешное шире комического. Комическое — прекрасная сестра смешного. Комическое порождает социально окрашенный, значимый, одухотворенный эстетическими идеалами, „светлый“, „высокий“ смех, отрицающий одни человеческие качества и общественные явления и утверждающий другие».
Области смешного и комического имеют общий смысловой фон, но различаются в некоторых частностях. Их можно представить как два почти совмещенных друг с другом логических круга. Узкая область смешного, выходящая за пределы комического, включает в себя смех как чистое физиологическое явление, например, смех от щекотки или истерический смех. Область комического, выходящая за пределы смешного, включает в себя явления, в большей или меньшей степени соответствующие структуре комического, но не вызывающие явной смеховой реакции. К этой области можно отнести резкую обличительную сатиру, намеки, некоторые остроты, исторически обусловленное комическое. В двух оговоренных случаях можно говорить только о смешном или только о комическом. В большинстве же ситуаций сферы комического и смешного совпадают. В этих случаях допустимо использовать понятия «смешное» и «комическое» как синонимы.